# 八尋舜右
八尋 舜右（やひろ しゅんすけ、1935年 - ）は、日本の歴史小説作家・ノンフィクション作家、詩人。平壌生まれ。早稲田大学文学部卒業。日本文芸家協会、日本ペンクラブ、日本現代詩人会会員。

## 略歴
人物往来社に入社、歴史雑誌『歴史読本』編集長、その後朝日新聞社東京本社出版局部長を経て作家となる。編集者としての傍ら小説や詩を書く。1978年（昭和53年）、歴史的人物の人生とその足跡を追ったシリーズの1冊、『高杉晋作 物語と史蹟をたずねて』にて本格デビュー、同シリーズを数冊手掛ける。また『風よ軍師よ落日よ』や『慶喜残暦』など、史実には忠実ながらも、歴史の不明の部分、謎の部分の解明に重きを置いた歴史小説を手掛ける。

## 作品リスト
※ 単行本の刊行順に記す。
- 高杉晋作 物語と史蹟をたずねて（1978年、成美堂出版、1995年2月、成美堂出版成美文庫） ISBN 4-415-06416-7
- 上杉謙信 物語と史蹟をたずねて（1979年、成美堂出版、1995年6月、成美文庫） ISBN 4-415-06421-3
- 坂本竜馬 物語と史蹟をたずねて（1979年、成美堂出版、1994年6月、成美文庫） ISBN 4-415-06401-9
- 源実朝 物語と史蹟をたずねて（1979年、成美堂出版） ISBN 4-415-06537-6
- 空海 物語と史蹟をたずねて（1984年5月、成美堂出版、1995年8月、成美文庫） ISBN 4-415-06424-8
- 良寛 物語と史蹟をたずねて（1986年11月、成美堂出版、1997年2月、成美文庫） ISBN 4-415-06463-9
- 風よ軍師よ落日よ 戦国挽歌（1992年5月、PHP研究所PHP文庫） ISBN 4-569-56471-2
- 北方の王者 藤原四代 物語と史蹟をたずねて（1993年6月、成美堂出版、成美文庫） ISBN 4-415-06575-9
- 軍師竹中半兵衛（1994年10月、PHP研究所、1996年4月、「竹中半兵衛 秀吉を天下人にした軍師」に改題の上PHP文庫） ISBN 4-569-56890-4
- 長耳の人 徳川吉宗（1995年1月、小学館） ISBN 4-09-626141-6
- 将軍・吉宗に学ぶ危機のリーダー論 半歩先が読めない時代に生かす“長耳の発想法”（1995年5月、ごま書房ゴマブックス） ISBN 4-341-01663-6
- 森乱丸 若き秘書官の人生（1996年6月、PHP研究所、1998年12月、「森蘭丸 乱世を駆け抜けた青春」に改題の上PHP文庫、2009年9月、PHP文庫（改版）） ISBN 978-4-569-67362-2
- 毛利元就 物語と史蹟をたずねて（1996年12月、成美堂出版、成美文庫（同時発売）） ISBN 4-415-06459-0（文庫版）
- 慶喜残暦（1997年9月、中央公論社中公文庫） ISBN 4-12-202938-4
- 小説立花宗茂（1997年11月、PHP研究所、2000年6月、「立花宗茂 秀吉が天下無双と讃えた戦国武将」に改題の上PHP文庫） ISBN 4-569-57421-1
- 志士たちの朝（2000年9月、中央公論新社） ISBN 4-12-003048-2
- 北条時宗 物語と史蹟をたずねて（2000年11月、成美堂出版、成美文庫（同時発売）） ISBN 4-415-06913-4（文庫版）
- 仁王の如く坐禅せよ 鈴木正三伝（2003年8月、PHP研究所） ISBN 4-569-62804-4
- 改革を断行した長耳の人・徳川吉宗 平成大改革のリーダーに求められる条件（2009年2月、ごま書房新社） ISBN 978-4-341-08400-4
- 坂本竜馬 幕末の風雲児（2009年10月、成美文庫） ISBN 978-4-415-40121-8

### 共著
- 太宰治文がたみ 道化と死（編著、1968年、宝文館出版）
- 人物日本史おもしろ百貨店 奇人・変人・ひょうきん人（編著、1985年5月、新人物往来社） ISBN 4-404-01265-9
- 人物日本剣豪伝 5（2001年7月、学陽書房人物文庫） ISBN 4-313-75135-1
  - 「序 時代思想と剣豪たち」、「伊庭八郎」

### 詩集
- 領事館の虫